# Quatre Saints couronnés
Pour les articles homonymes, voir Quatre Saints couronnés (homonymie).
L'expression « Quatre Saints couronnés » désigne deux groupes distincts de saints.

## Légendes

### Les Quatre Saints couronnés d'Albano
Les Quatre Saints couronnés (Quattro santi coronati) désigne la canonisation commune instituée par le pape Miltiade des quatre saints, martyrs chrétiens et soldats romains, Second, Sévérien, Carpophore et Victorin dont on ne connut les noms précis que plus tardivement (Secondo, Carpoforo, Vittorino et Severiano), tués à Albano Laziale, près de la Via Appia en 305.

### Les Quatre Saints couronnés de Sirmium, tailleurs de pierre
Selon la légende, Claude (Claudius), Symphorien (Simpronianus), Nicostrate (Nicostratus) et Castorius sont des sculpteurs romains convertis au christianisme et qui, refusant d'exécuter une statue d'idole (Esculape) pour l'empereur Dioclétien, furent martyrisés dans des cercueils de plomb et précipités dans la mer en l’an 306. Simplice (Simplicius), admirateur de ces sculpteurs fut martyrisé en même temps qu'eux (il apparaît quelquefois dans la liste des « Quatre Saints couronnés » et, surnuméraire, supprimé dans les hagiographies de Jacques de Voragine).

### Combinaison des deux traditions
D'après les textes catholiques, ils ont été choisis pour honorer la mémoire de Sévère, Sévérien, Carpophore et Victorin fouettés à mort « à coups d'escourgées de plomb » par Dioclétien deux ans plus tôt, à Sirmio en Pannonie.

## Saints patrons
Saints patrons dans toute l'Europe des tailleurs de pierre et des maçons, vénérés dans l'ancien compagnonnage germanique « Claudius est représenté avec une équerre, Nicostratus, avec le compas, Castorius avec la règle et un livre ouvert, Simpronianus, avec le niveau et un sceptre ».

## Représentations artistiques

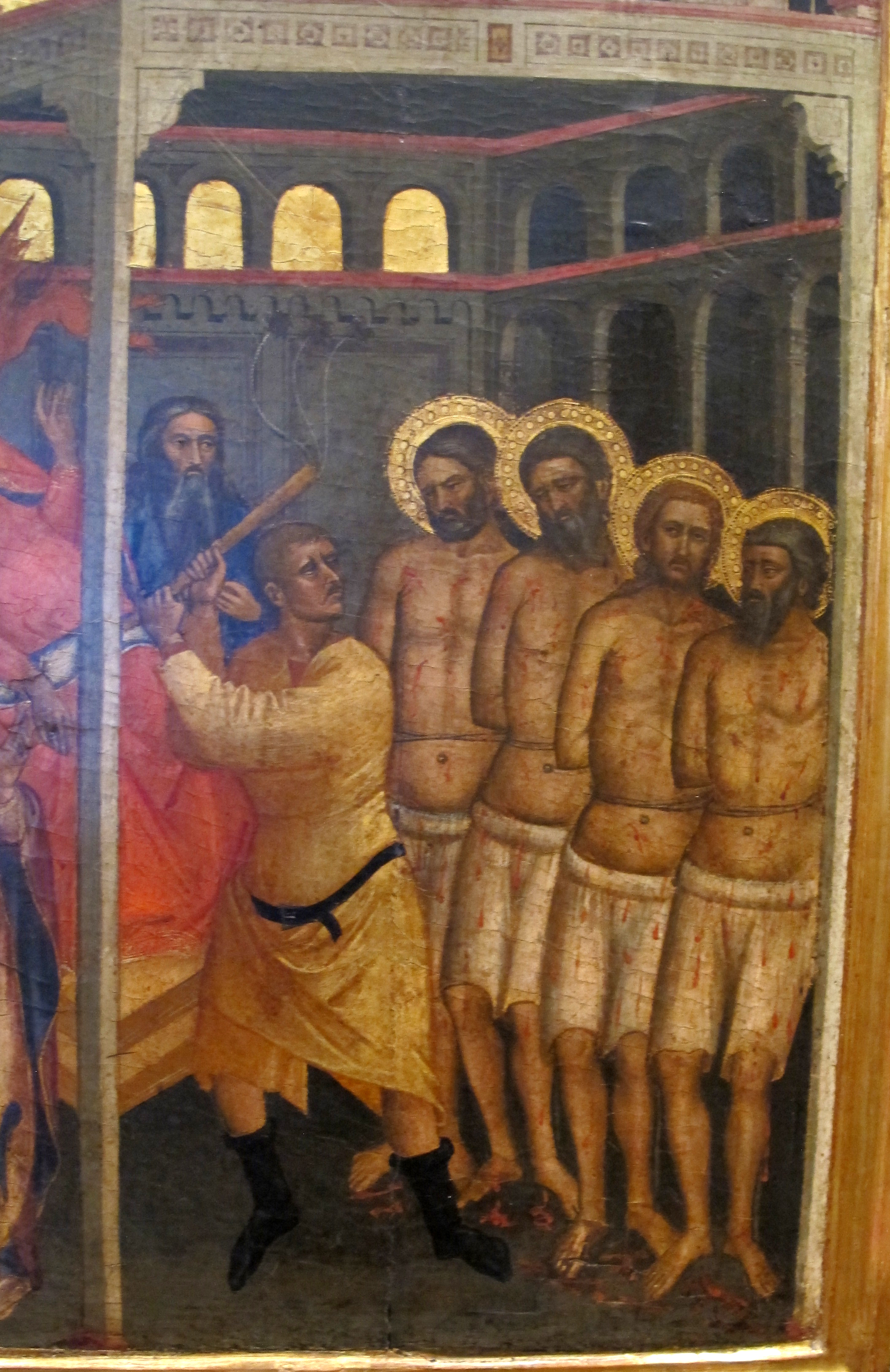
Par Niccolò di Pietro Gerini.

- Tableau (1385) de Niccolò di Pietro Gerini.
- Un ensemble statuaire les représente, depuis 1408, dans une œuvre de Nanni di Banco commanditée par Arte dei Maestri di Pietra e Legname (la Corporation florentine des charpentiers et tailleurs de pierre), dans une des niches extérieures (tabernacoli) de l'église d'Orsanmichele, l'ancienne loggia des Arti di Firenze.
- La Vierge et l'Enfant entourés des quatre saints couronnés de Giannicola di Paolo, initialement à Pérouse (Santa Maria dei Servi), conservée au musée du Louvre, Paris
- Tableau baroque de Filippo Abbiati
- Le Christ et les Quatre Saints couronnés (XVIIIe siècle), bois polychrome et outils rapportés, basilique Notre-Dame, Gray (Haute-Saône).
- Vitrail dans le chœur de l'église Notre-Dame-de-l'Assomption de Samoëns.
- Vitrail dans le dôme de Milan, dû à Corrado Mochis.
- Les Quatre Saints Couronnés présents sur les chapiteaux de la colonnade du Palais des Doges, à Venise[4],[5].
- Triptyque des Quatre Saints couronnés de l'église Sainte-Catherine de Bruxelles à la Maison du Roi, Grand'Place de Bruxelles - Atelier bruxellois de 1560.

## Édifices religieux qui leur sont consacrés
- la basilique des Quatre-Saints-Couronnés, église paléochrétienne sur le Celio (rione de Rome).
- L'Oratorio della Madonna del Ponte, à Arzo.